# Gilles Baillargeon
Gilles Baillargeon (* 6. Oktober 1928 in Montreal; † 11. Oktober 2020) war ein kanadischer Geiger und Musikpädagoge.

## Leben
Baillargeon studierte bei Lucien Sicotte (1924–43), Lucien Martin (1943–44), Louis Bailly (1944–47) und Noël Brunet (1947–50). 1948 gewann er das Sarah Fischer Concerts Scholarship und 1949 den Prix Archambault. Im selben Jahr debütierte er als Solist mit dem Montreal Youth Symphony Orchestra. Als Stipendiat der Provinzregierung von Quebec setzte er seine Ausbildung 1950–52 am Pariser Konservatorium bei René Benedetti und 1952 in London bei Max Rostal fort.
Von 1953 bis 1964 war er Mitglied des Orchestre symphonique de Montréal (OSM). Als Konzertmeister unternahm er 1954 mit dem Montreal Junior Symphony Orchestra eine Tournee durch England. Er trat u. a. mit verschiedenen Orchestern der CBC, dem McGill Chamber Orchestra, dem Jean-Philippe-Rameau Ensemble, dem Quatuor canadien und dem Classical Quartet of Montreal und im Hörfunk (u. a. im Radioprogramm The Little Symphonies) und Fernsehen auf. Mit dem OSM unternahm er 1970 eine Konzertreise durch Japan. Ab 1981 war er Mitglied des Orchestre Métropolitain.
Als Violinlehrer wirkte Baillargeon von 1970 bis 1988 am Cégep de Drummondville, wo er auch die Orchester- und Kammermusikklassen leitete. 1974–75 unterrichtete er außerdem an der Universität Québec. Baillargeon war der Sohn des Flötisten Hervé Baillargeon und Zwillingsbruder des Flötisten Marcel Baillargeon.